# 以色列去死

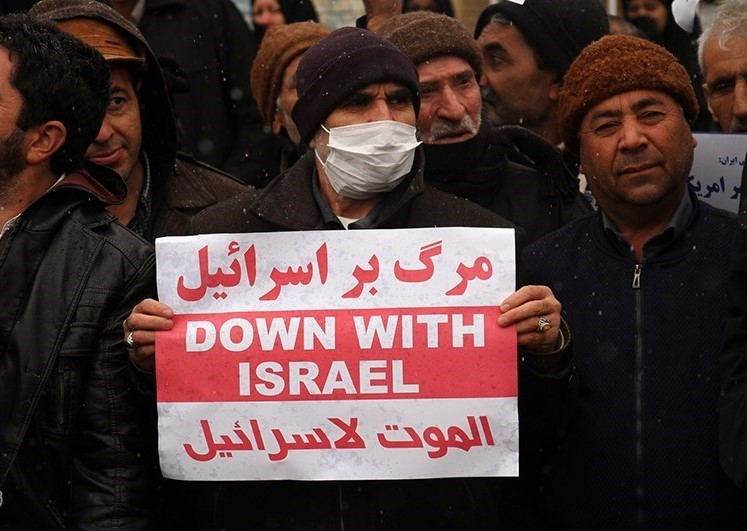
「以色列去死」的標語以波斯語、阿拉伯語和英語三種語言出現在伊朗一場遊行的海報上，該場遊行於2017年在博季努爾德舉行，旨在譴責美國承認耶路撒冷為以色列首都。

「以色列去死」，又譯「打倒以色列」，是一句針對以色列的政治口號，主要在伊朗流傳最廣。每年伊朗穆斯林在參與朝覲及「與多神教徒劃清界線」的宗教活動時，均會高呼這句口號。在每年「聖城日」的示威中，這句標語尤其常見，並經常與焚燒以色列國旗等行動同時出現。此口號亦曾在伊朗議會的氛圍中出現。在馬哈茂德·艾哈邁迪內賈德擔任伊朗總統期間，伊朗進行導彈演習並發放相關影片，畫面中顯示發射的彈道導彈上印有「以色列去死」的字句。在伊朗，這並非僅為宣傳口號，而是體現政府對以色列區域角色的根本立場，並構成其旨在消滅以色列政策的核心要素之一。

## 其他用途

### 胡塞武裝

也門胡塞武裝的旗幟上印有一句標語：「真主至大，美國去死，以色列去死，詛咒猶太人，伊斯蘭必勝。」

胡塞武裝是也門一個什葉派武裝組織，獲伊朗支持。他們所使用的標語為：「真主至大，美國去死，以色列去死，詛咒猶太人，伊斯蘭必勝」。這句標語亦曾被黎巴嫩真主黨所引用。中東媒體人塔里克·霍邁德指出，「以色列去死」這類口號在當前的阿拉伯世界已失去實質影響力，而中東多國與以色列達成和解協議，正是這一現象的明證。此標語作為仇視以色列的象徵之一，亦引起中東各國領導人的關注。

## 反應

### 反對意見
前美國駐聯合國大使妮基·黑利曾在社交平台上發文，將「以色列去死」與「美國去死」兩句口號視為反對伊朗的重要理由。她指出，伊朗正追求發展核武，並試圖實現這兩項激進主張。阿拉伯語專欄作家阿克蘭·梅克內斯則認為，「以色列去死」這句標語如今已成陳腔濫調，連小孩也不會信服，其政治效用早已式微。國際事務專家卡里姆·薩賈德普爾則指出，「美國去死」、「以色列去死」這些口號，以及對希賈布的堅持，構成了伊朗伊斯蘭共和國在2020年代依然奉行的意識形態支柱。以色列總理本雅明·內塔尼亞胡亦曾以此口號為例，指它反映伊朗當局依然奉行極端主義思想。

### 支持意見

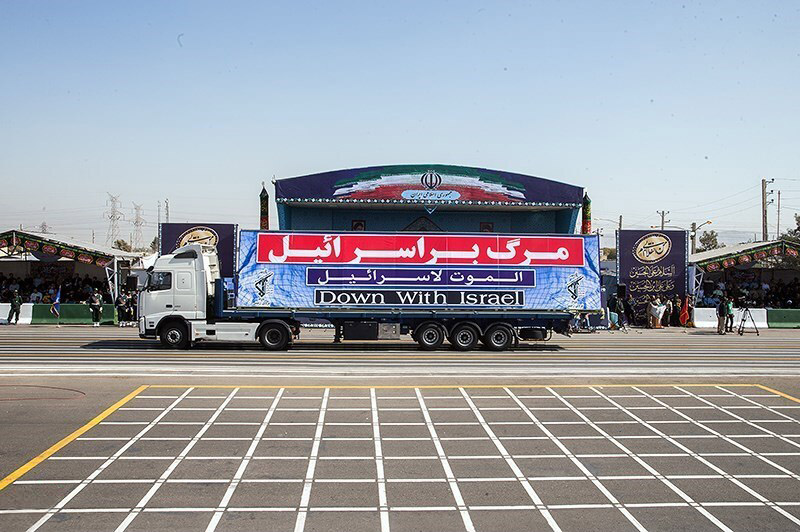
伊朗伊斯蘭共和國武裝部隊閱兵禮上的口號

根據伊斯蘭問答網站Islam Quest的說法，該口號被視為正當，理由是「以色列政權施行暴政」。胡塞武裝前發言人兼媒體代表阿里·布海提亦曾表示：「我們其實無意要任何人喪命，這句口號只針對那些（指美國與以色列）干預地區事務的政府。」伊朗最高領袖阿里·哈梅內伊則稱，這句標語代表「整個伊朗民族的心聲」，並非出自某個城市或地區。伊朗軍方發言人馬蘇德·賈扎耶里亦於受訪時強調：「『美國去死』、『英國去死』、『以色列去死』等呼聲絕非一時興起，因此不應輕易從曾受帝國主義、霸權體制壓迫的民族政治語言中剔除。」

## 爭議
南澳洲阿德萊德大學一名學生、《學生雜誌》編輯哈比芭·賈胡里，因發表一篇題為〈以色列去死〉的反猶太復國主義文章，被校方撤去編輯職務。該文主張：
「實現巴勒斯坦和平與公義的唯一方法，就是訴求以色列的毀滅。

還巴勒斯坦自由，以色列去死。」——據《以色列時報》引述賈胡里文章內容